# 10 a. C.
El año 10 a. C. fue un año común comenzado en martes, miércoles o jueves, o un año bisiesto comenzado en martes o miércoles (las fuentes difieren) del calendario juliano. También fue un año común comenzado en domingo del calendario juliano proléptico. En aquella época, era conocido como el Año del consulado de Máximo y Antonio (o menos frecuentemente, año 744 Ab urbe condita).

## Acontecimientos
- 9 de febrero: en Kyushu (la tercera isla más grande de Japón) se visualizan nueve soles, uno al lado del otro (posiblemente se trató de un fenómeno de parahelio).[1]
- Africano Fabio Máximo y Julo Antonio ejercen el consulado.
- Se trae el Obelisco de Montecitorio desde Egipto hasta Roma por el emperador Augusto para que se erija como gnomon del Reloj Solar de Augusto, hoy en la Piazza Montecitorio.
- Los romanos construyen un puente que cruza el Rin cerca de lo que hoy es Bonn.
- Se establece un campamento militar romano en Espira.

## Nacimientos
- 1 de agosto: Claudio, emperador romano (f. 54).
- Herodes Agripa I, rey de Judea (f. 44 d. C.).
- Domicia Lépida, hija de Lucio Domicio Enobarbo y Antonia la Mayor (f. 54).
- entre el 13 y el 9 a. C.: Ptolomeo de Mauritania, rey de Mauritania (f. 40 d. C.).